# Kujbyszewskij Zaton
Kujbyszewskij Zaton – osiedle typu miejskiego w Rosji, w Tatarstanie. W 2010 roku liczyło 2677 mieszkańców.